# 戦え!超ロボット生命体トランスフォーマー 合体大作戦
『戦え!超ロボット生命体トランスフォーマー 合体大作戦』（たたかえ ちょうロボットせいめいたいトランスフォーマー がったいだいさくせん）とは、トランスフォーマーの玩具シリーズ。1992年に商品展開された。

## 解説
ストーリーとしては、『トランスフォーマー リターン・オブ・コンボイ』の続編にあたる。映像化はされておらず、物語はテレビマガジンのグラビア記事を中心として展開された。
タイトルの通り、合体ロボットが登場キャラクターの中心となっている。サイバトロン側商品の主軸である6体合体戦士は、『トランスフォーマーZ』や『リターン・オブ・コンボイ』でも登場したマイクロトランスフォーマーの一種だが、前作までのマイクロトランスフォーマーのほとんどが海外でマイクロマスター（Micromaster）の名称で展開されたのとは対照的に、本作品で登場するマイクロトランスフォーマーはすべて日本独自の新規商品である。
このシリーズをもって日本でのトランスフォーマーの展開は一旦完結を迎えることとなる。

## ストーリー
謎の新総統スクラッシュがデストロン軍団を再建し、自らの星を作るために地球のエネルギーを狙い始める。これに対しサイバトロン総司令官スターコンボイは、攻撃に備えて地球に部隊を派遣する。両軍とも徐々に戦力を増強していき、遂にデストロンの地球総攻撃が開始され、サイバトロンは世界各地に散らばっていた合体戦士を終結させ立ち向かう。サイバトロン戦士たちは一か所に集まってサイバトロンマークの形にスクラムを組み、超エネルギー光線によってデストロンを撃退する。デストロンのジェット軍団は倒されたバトルガイア―の残骸を抱いて地球を離れ、サイバトロンも宇宙の他の星を守るため地球を去っていく。

## 登場キャラクター
合体戦士のメンバーは基本的に名称以外は設定されておらず、グラビア記事にも合体後の姿でのみ登場している。

### サイバトロン
総司令官 スターコンボイ
『リターン・オブ・コンボイ』から引き続き登場。デストロンの攻撃に備え、シックスビルダーを地球に派遣する。
5体合体救助戦士 ガードシティ
はしご車に変形するリーダーのファイヤーチーフ、ポリスカーに変形するストリートスター、救助ヘリコプターに変形するフライアップ、ポリスバイクに変形するスパークライド、救急車に変形するセーフティのレスキューマシンに変形する5体が合体した姿。
地球防衛ステーションの役目をはたす巨大トランスフォーマーで、手足を自由に入れ替えることのできる自由合体と呼ばれる特殊能力を持っている。ファイヤーチーフはメンテナンス基地にも変形する。武器は100万度の熱線を放射するガードブラスター。
玩具はアニメシリーズ第1作『戦え!超ロボット生命体トランスフォーマー』に登場したプロテクトボットの仕様変更品。

#### 6体合体戦士
6体合体戦士 シックスライナー
『リターン・オブ・コンボイ』から引き続き登場。当初はシックスビルダーと共に地球を護っていたが、兄のシックストレインが派遣されたことで宇宙のサイバトロンの本部へ帰還する。
6体合体戦士隊長 シックスビルダー
バケットローダーに変形するグランアーム、ブルドーザーに変形するクラッシュブル、クレーン車に変形するアイアンリフト、ショベルカーに変形するディッガー、ミキサー車に変形するミキシング、ダンプトラックに変形するトレッダーの建設車に変形するマイクロトランスフォーマー6体と大型ジェットが合体した姿。
総司令官 スターコンボイの片腕で、6体合体戦士団の隊長。サイバトロンの秘密基地を一週間で建設する能力を持つ。肩のショベルとクレーンを伸ばしながら体当たりし、敵を串刺しにする。
6体合体航空戦士 シックスウィング
B-1爆撃機に変形するミサイルラン、アパッチに変形するチェーンガン、コンコルドに変形するスーパーソニック、スペースシャトルに変形するレイカー、F-16に変形するファルコン、スホーイ戦闘機に変形するフランカーの飛行機に変形するマイクロトランスフォーマー6体と大型ジェットが合体した姿。
地球の空を守る戦士たちで結成されたチームで、シックスビルダーの命令を受けて地球へやって来た。それぞれがマッハ10以上のスピードで飛行し、地上の敵を衝撃波で攻撃する。武器は大型ジェットの機首に装備された雷神砲で、強力な電撃を発射する。
6体合体陸上戦士 シックスターボ
パトカーに変形するロードポリス、バイクに変形するグライド、F-1に変形するサーキット、ディアブロに変形するネオホイール、救急車に変形するサイレーン、消防車に変形するディスチャージの自動車に変形するマイクロトランスフォーマー6体と大型ジェットが合体した姿。
地球の町を守る陸上戦闘用のチームで、小回りのきく戦法で相手を倒す攻撃力と救助能力の両方を備えている。武器は大型ジェットの主翼に装備されたダブルターボバスター砲。
6体合体鉄道戦士 シックストレイン
東海道新幹線のぞみに変形するディザイアー、TGV-Aに変形するアトラン、特急あさぎりに変形するレイズ、SLに変形するサンディーゴ、山形新幹線つばさに変形するウィンディー、貨物機関車に変形するコンバーターの鉄道に変形するマイクロトランスフォーマー6体が合体した姿。
シックスライナーの兄で、玩具もシックスライナーの仕様変更品。全ての能力がシックスライナーより優れており、似た部分が多いとされる。武器のトレインガンから線路の形をした光の鞭を出して戦う。

#### ロード軍団
サイバトロンの自動車部隊で、デストロンのジェット軍団を追って地球にやってきた。それぞれ自動車からロボットに変形。合体能力はないが、自動車のエンジン部がロボット時の強力な手持ち武器となる。
玩具はサイバトロンとデストロン各1体ずつの対決セットとして販売された。ヨーロッパではターボマスター（Turbomaster）として販売されている。
地球支部副隊長 スピンロード
スーパーカーに変形するロード軍団のリーダー。親友の命を奪ったダークジェットを憎んでいる。
玩具はフラッシュ（Flash）の仕様変更品。
火炎戦士 ファイヤーロード
4WDに変形する火のエネルギーで戦う戦士。体の表面を2,000度の高熱にし、炎を噴き上げながらライバルのシャドージェットを追いかける。
玩具はスコーチ（Scorch）の仕様変更品。
遊星戦士 チェッカーロード
レースカーに変形する星のエネルギーを集めてパワーにする戦士。ムーンジェットを倒すために地球にやってきた。
玩具はハリケーン（Hurricane）の仕様変更品。
風速戦士 マッハロード
SFカーに変形する風のエネルギーで戦う戦士。超音波攻撃でライバルのフレアジェットを懲らしめる。
玩具はボス（Boss）の仕様変更品。

### デストロン
総統 スクラッシュ
ダークノヴァに変わるデストロンの支配者。当時のトランスフォーマーテレフォンによれば、大型のジェット機に変形するとされる。作中には一切登場せず、商品化もされていない。
5体合体攻撃兵士 バトルガイアー
ミサイルトレーラーに変形するグレートカノン、戦闘ヘリコプターに変形するターゲットホーク、コンバットバギーに変形するリーランド、戦闘スペースシャトルに変形するシャトルガンナー、戦車に変形するサンドストームの戦闘マシンに変形する5体が合体した姿。ガードシティと同様に自由合体ができる。
デストロン最強の合体兵士で残忍な性格をしており、地球のエネルギーを奪い、世界中で戦争を起こして地球を死の星に変えようと企んでいる。グレートカノンは移動基地にも変形でき、仲間を発進させることができる。
玩具はアニメシリーズ第1作『戦え!超ロボット生命体トランスフォーマー』に登場したコンバットロンの仕様変更品。

#### ジェット軍団
地球のエネルギーを狙って侵略を開始した航空兵士たち。合体能力はないが、サイバトロンを探知する特殊なスコープ機能を持つ。
ヨーロッパではプレデターズ（Predators）として販売されている。
地球攻撃参謀 ダークジェット
YF-23戦闘機に変形するジェット軍団のリーダー。スピンロードとは宿命のライバルで、シックスウィングとも互角に戦うことができる。
玩具はスカイダイブ（Skydive）の仕様変更品。
冷凍兵士 シャドージェット
F-15戦闘機に変形する兵士。冷凍パワーで地球を氷漬けにしようと企んでいる。
玩具はファルコン（Falcon）の仕様変更品。
月光兵士 ムーンジェット
ステルス戦闘機に変形する月のエネルギーで戦う兵士。宇宙のおたずね者で、チェッカーロードとは昔からライバル同志だった。月の裏側にいつも潜んでいる。
玩具はタロン（Talon）の仕様変更品。
太陽兵士 フレアジェット
X-29戦闘機に変形する。太陽から放射されるエネルギーでなんで燃やしてしまう力を持つ。かつてはサイバトロンの戦士でマッハロードの友人だった。
玩具はスネアー（Snare）の仕様変更品。

## 輸入版商品
正確にはこのシリーズに含まれないが、1992年末に輸入版としてタカラから販売されたヨーロッパ版玩具。ヨーロッパ版のパッケージのまま日本語のシールが添付されて販売された。実質的な日本での最終展開商品と言える。
サンダークラッシュ / Thunder Clash
トレーラーがロボットと戦闘基地に変形するターボマスターのリーダー。
スカイクエイク / Skyquake
ガンシップに変形するプレデターのリーダー。彼らと合体してスコープで情報が覗けるギミックがある。
モーターベイター / Motorvator
『戦え!超ロボット生命体 トランスフォーマーV』のブレインマスター三銃士の仕様変更品。グリッパー / Gripper、フレイム / Flame、ライトスピード / Lightspeed（それぞれブラッカー、ラスター、ブレイバーの仕様変更品）の三種が発売。合体用パーツは削除されている。